# BRP Malapascua
Le BRP Malapascua (MRRV-4403) est le troisième patrouilleur de classe Parola de la Garde côtière philippine.

## Conception
La Garde côtière philippine a précisé que le navire est un navire de maintien de l’ordre et qu’il est conçu pour mener des missions environnementales et humanitaires, ainsi que des opérations de sécurité maritime et des missions de patrouille maritime.
Le navire a été conçu avec une passerelle de navigation pare-balles et est équipé de détecteurs d’incendie, d’une capacité de vision nocturne, d’un bateau annexe et d’une capacité de radiogoniométrie.
Le navire est équipé d’équipements de communication et de surveillance radio de Rohde & Schwarz, en particulier des radios de communication logicielle M3SR des séries 4400 et 4100, et de l’équipement de surveillance radio DDF205. Ces équipements améliorent les capacités de reconnaissance, de poursuite et de communication du navire.

## Service
Le navire a quitté Yokohama, au Japon, le 27 février 2017 et est arrivé au port de Manille le 3 mars 2017. Son premier commandant était le capitaine de frégate Garydale Gimotea.
Le BRP Malapascua a été mis en service lors d’une cérémonie qui s’est tenue au quartier général de la Garde côtière philippine à Manille le 7 mars 2017, sous la direction du capitaine de frégate Garydale Gimotea. Le président de la Chambre des représentants, Pantaleon Alvarez, et le secrétaire du ministère des Transports, Arthur Tugade, ont assisté à la cérémonie,,,.
Le navire s’est distingué dans des missions difficiles. Parmi celles-ci, citons les patrouilles menées à Benham Rise, Inabanga, l’incident terroriste de Bohol. Le navire était également stationné à Mindanao pour effectuer des patrouilles de sécurité dans les eaux de Basilan, Jolo, Tawi-Tawi et a soutenu la campagne du gouvernement à Marawi. De plus, le BRP Malapascua a secouru les habitants de Palawan lors des typhons Vinta et Agaton, et a sauvé de nombreuses victimes du typhon dans les îles Mangsee.
Le 6 février 2023, le BRP Malapascua était en mission pour ravitailler le BRP Sierra Madre lorsqu’il a été intercepté par un navire de la Garde côtière chinoise qui a pointé un laser sur lui, causant une cécité temporaire à une partie de son équipage,.
Une autre confrontation entre le BRP Malapascua et la Garde côtière chinoise a eu lieu le dimanche 23 avril 2023 en mer de Chine méridionale. Le BRP Malapascua, alors qu’il manœuvrait pour entrer dans la passe du banc Second Thomas (connu localement sous le nom de récif Ayungin), dans l’archipel des îles Spratleys, a été bloqué par le plus grand navire de la Garde côtière philippine, le Haijing 5201. La collision a été évitée de peu par le BRP Malapascua. Les garde-côtes philippins avaient invité un petit groupe de journalistes à participer à la patrouille afin de voir (et de filmer) les actions de plus en plus agressives de la Chine en mer de Chine méridionale,.